# Lehtosaari (ö i Kajanaland, Kajana, lat 64,52, long 28,07)
Lehtosaari är en ö i Finland. Den ligger i sjön Iijärvi och i kommunen Ristijärvi i den ekonomiska regionen  Kajana ekonomiska region  och landskapet Kajanaland, i den centrala delen av landet, 500 km norr om huvudstaden Helsingfors. Öns area är 2,2 hektar och dess största längd är 190 meter i sydöst-nordvästlig riktning.